# A5 (Slovenië)
De A5 is een snelweg in het oosten van Slovenië. De A5 loopt vanaf de stad Maribor tot aan de Hongaarse grens en sluit daar aan op de Hongaarse snelweg M70. De weg is 85,3 kilometer lang en is, sinds op 30 oktober 2008 het ontbrekende stuk tussen Lenart en Vučja vas werd opgeleverd, volledig voor verkeer opengesteld. De brug over de Mur bij Murska Sobota, die in 2003 werd geopend, is de langste brug van Slovenië.